# Кулега
Кулега (в верховье — Кулега 1-я) — река в Томской области России. Устье реки находится в 41 км от устья по левому берегу Ягодной протоки Оби, возле села Леботёр. Длина реки составляет 25 км. В 6 км от устья по левому берегу впадает река Кулега 2-я.

## Данные водного реестра
По данным государственного водного реестра России относится к Верхнеобскому бассейновому округу, водохозяйственный участок реки — Обь от впадения реки Чулым до впадения реки Кеть, речной подбассейн реки — Чулым. Речной бассейн реки — (Верхняя) Обь до впадения Иртыша.
Код объекта в государственном водном реестре — 13010500112115200022878.